# 蒋田仔
蒋田仔（1962年4月—），湖南永州人，中国脑成像和医学图像分析专家，中国科学院自动化研究所研究员，电子科技大学生命科学与技术学院教授。1984年毕业于兰州大学，获学士学位。1994年毕业于浙江大学，获博士学位。2019年当选为欧洲科学院外籍院士。